# Mîhailivka, Tomakivka
Mîhailivka (în ucraineană Михайлівка) este localitatea de reședință a comunei Mîhailivka din raionul Tomakivka, regiunea Dnipropetrovsk, Ucraina.

## Demografie
Componența lingvistică a localității Mîhailivka
     Ucraineană (96,24%)
     Rusă (3,29%)
     Alte limbi (0,23%)
Conform recensământului din 2001, majoritatea populației localității Mîhailivka era vorbitoare de ucraineană (96,24%), existând în minoritate și vorbitori de rusă (3,29%).